# Cudrania pubescens
Cudrania pubescens är en mullbärsväxtart som beskrevs av Trec.. Cudrania pubescens ingår i släktet Cudrania och familjen mullbärsväxter. Inga underarter finns listade i Catalogue of Life.